# Erik Mortensen (modeskaber)
 For alternative betydninger, se Erik Mortensen. (Se også artikler, som begynder med Erik Mortensen)
Erik Torben Mortensen (26. april 1926 i Frederikshavn – 23. juni 1998 i Paris) var en dansk internationalt anerkendt modeskaber.
Udgav i 1987 erindringsbogen Ej blot til pynt på Gyldendal.[kilde mangler]
Han vidste allerede fra en tidlig alder, at han ville være designer, og kom som 15-årig i lære hos den danske Holger Blom, hvor han fik en grundlæggende uddannelse som designer. I 1948 drog han til Paris, for at lære mere i modehuset Balmain. I 1982 blev han chefdesigner for huset, og fortsatte sådan indtil 1992, hvor han blev leder for modehuset Jean-Louis Scherrer.